# Шпиковање меса
Шпиковање меса је једна од метода за дораду меса у кулинарству. Заснива на додавању масноће,  зачина,  и других намирница кроз спољашњи и унутрашње прорезе (убоде ножем) у део великих комаде релативно немасног меса. Ова метода се у пракси данас ређе користи због вишег квалитета меса које  је доступно на тржишту.
Супротно шпиковању је облагање меса које се заснива на облагању посног меса, нпр. дивљачи,  са спољашње стране  тракама свињске сланине пре него што се месо кува или пече.

## Опште информације
Када желимо да побољшамо укус и сочност печеног меса,  приступа се шпиковању, као облику дораде меса, које се заснива на додавању (уметању сланине,  зачина, других намирница. Свињска сланина шпиковањем може додати пуно сочности и укуса иначе сувом и посном комаду меса. Ткође шпиковање даје месу контраст боја и додатан укус.    
Шпиковати месе, практично значи убацити кроз мале прорезе у месу мање комаде димљене, квалитетне сланине, мањих парчади ченова белог лука, зрна бибера, бадем, киселе краставчиће ...Како се месо кува, маст се топи и продире кроз унутрашњост меса и чини га укуснијим и сочнијим, а све ароме или зачини додате сланини зачиниће месо изнутра.
Процес шпиковања је својеврсно набадање меса у правцу влакана танким тракама сланина, поврћем и зачинима. За то се может употребити специјална игла за шпиковање или оштар нож танке оштрице, којима се у комаду меса праве мали отвори налик џепићима или тунелима који се пуне жељеним намирницама.
Највише се шпикује посно месо које не обилују масноћама, попут дивљачи. Мада можемо шпиковати и комаде меса који су већ прошарани масноћом (како би на пример печена свињска плећка, која је сама по себи сочна, била још је боља и укуснија кад добије мирис димљене, суве, сланине).
Ако је месо већ прошарано масноћом, нема потребе за великим количинама сланина, док се бели лук кисели краставчићи, шаргарепа зрна бибера  стављају по укусу, више или мање или се не ставља уопште.

## Шпиковање иглом
Традиционална употреба метод шпиковања иглом, заснива се на употреби дугачке траке охлађене свињске масти која се увлачи (уз употребу игле) у месо које треба динстати или печи, као што су говеђи филе или телетина (посебно посни комади), живина  и посна риба као што је туна.
Ови комади сланине се режу на траке дебљине око 3 мм и ширине 3 мм, а неопходно је да се маст охлади пре сечења и увлачења. Техника је опширно објашњена у класичној књизи француске кухиње.  Џулија Чајлд препоручује коришћење масти или свињских стомака (панчета); она такође сматра да ни свињетина ни сланина не делују, и предлаже да се прво бланширају, како би се ослободили неодољивих укуса излечених или димљених. Порекло сала је у средњем веку, када је лов на дивљач био популарна активност међу вишим слојевима, а месо које се добијало од ње је често било превише мршаво и тврдо због природне физичке активности животиње.

## Добре стране
Овако спремљено месо много је укусније и сочније и лепше изгледа сервирано на тањиру него на класичан начин печено месо.